# David Corenswet
David Packard Corenswet (Filadelfia, Pensilvania; 8 de julio de 1993) es un actor estadounidense conocido por interpretar a Clark Kent / Superman de DC Studios en el Universo DC, en la película Superman (2025). A lo largo de su carrera, ha destacado por su presencia en producciones de gran alcance, especialmente en la serie de Netflix The Politician (2019),en la que interpretó a un personaje clave. Corenswet también ha tenido papeles en otras producciones notables, como Hollywood (2020), otra serie de Netflix dirigida por Ryan Murphy, donde interpretó a un joven actor ambicioso en la época dorada de Hollywood. Su trabajo como actor lo ha colocado como una de las promesas emergentes de la industria cinematográfica y televisiva estadounidense.

## Biografía
Corenswet nació y creció en Filadelfia (estado de Pensilvania).
Su padre, John Corenswet, era de una prominente familia judía de Nueva Orleans, y trabajó como actor de teatro en la ciudad de Nueva York durante muchos años antes de convertirse en abogado. Su madre se llama Caroline Packard, y su abuelo materno, Edward Packard, es el escritor que creó la serie de libros Choose your own adventure (Elige tu propia aventura). Tiene una hermana llamada Amy Packard Corenswet. 
Corenswet se graduó de la escuela secundaria Shipley. Mientras era estudiante de primer año en la Universidad de Pensilvania, se postuló y fue aceptado en la Escuela Juilliard (en la ciudad de Nueva York), donde en 2016 obtuvo una licenciatura de Bellas Artes en Teatro.
Corenswet y su esposa católica Julia Best Warner se casaron en la Iglesia de la Inmaculada Concepción en la ciudad de Nueva Orleans el 3 de marzo de 2023. Fue una ceremonia de boda interreligiosa que incluyó costumbres religiosas tanto católicas como judías, y fue oficiada por un rabino y un sacerdote. La pareja tiene una hija nacida en 2024. La familia reside actualmente en Filadelfia (estado de Pensilvania).

## Trayectoria profesional

### Década 2000
Como actor infantil, Corenswet apareció en numerosas producciones teatrales profesionales, incluida la producción de 2002 del Arden Theatre de All My Sons de Arthur Miller, la producción de 2003 del Philadelphia Shakespeare Festival de Macbeth, la producción de 2003 del Walnut Street Theatre de La Vie En Bleu, y la producción de 2004 de la People's Light and Theatre Company de The Forgiving Harvest, entre otras.

### Década 2010
Corenswet escribió el guion y actuó en Following Chase (2011), dirigida por Greg Koorhan. Luego coescribió, produjo y protagonizó una serie web de comedia de sketches de dos temporadas, Moe & Jerryweather (2014-2016). En 2016, el director Rob Reiner eligió a Corenswet como coprotagonista de su serie de televisión planeada, The Tap, ambientada en la Universidad de Yale en 1969, pero declinó la propuesta.
En el primer papel cinematográfico de Corenswet después de graduarse en la Escuela Juilliard, interpretó a Michael Lawson en Affairs of State (2018), un thriller político. La película también está protagonizada por Thora Birch, Mimi Rogers y Adrian Grenier. Los Angeles Times describió la película como "bien actuada". Corenswet luego apareció en varios papeles de estrella invitada, incluso en House of Cards, Elementary e Instinct.

### Década 2020

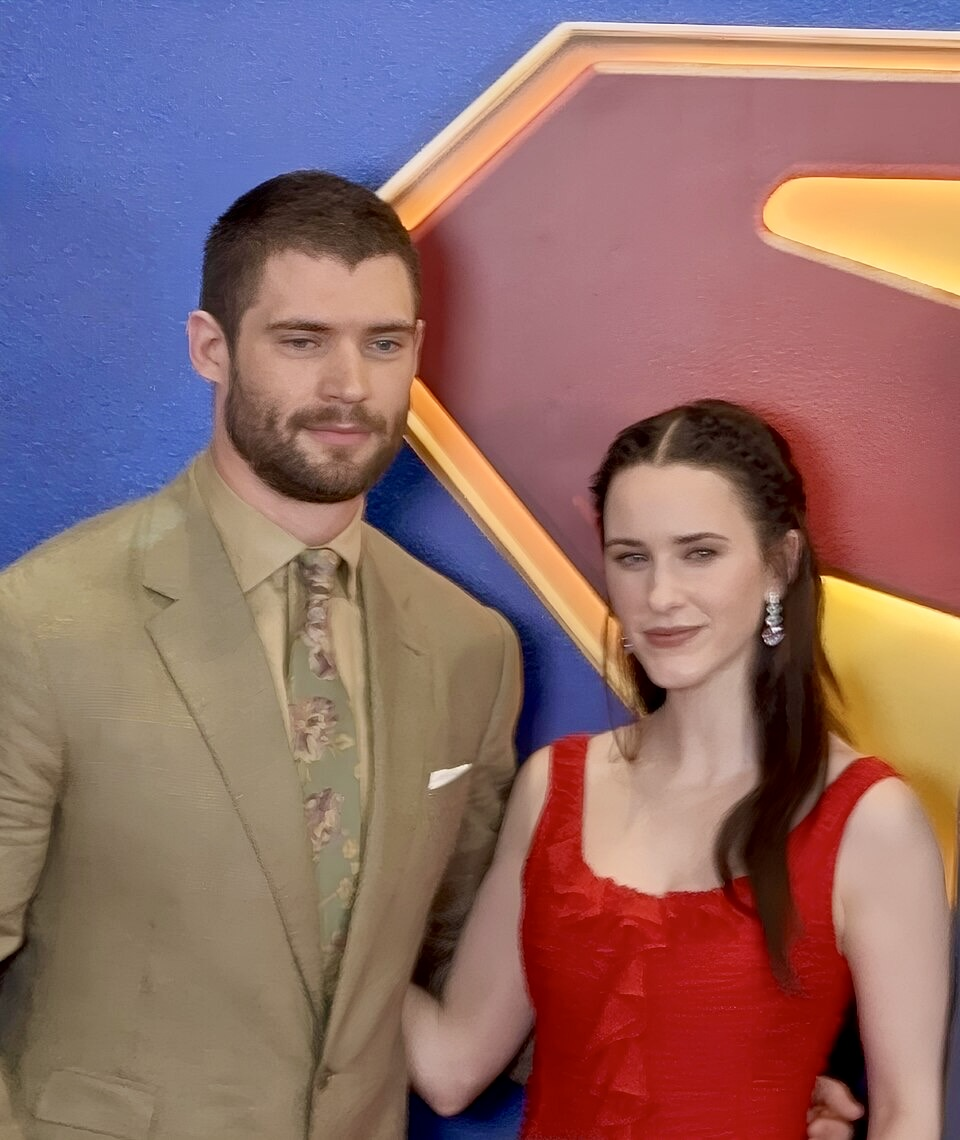
Corenswet junto a su coprotagonista de Superman, Rachel Brosnahan, en un evento para fans en Manila en 2025.

En The Politician (2019-2020) de Netflix, interpretó a River Barkley, y protagonizó a Jack Castello en Hollywood (2020), una serie limitada de Netflix sobre el negocio cinematográfico posterior a la Segunda Guerra Mundial en Los Ángeles. El proyecto lo reunió con Ryan Murphy e Ian Brennan, y fue productor ejecutivo de la serie. Men's Health elogió la actuación de Corenswet como la de un "protagonista revelación". IndieWire lo llamó "otro papel que demuestra la estrellato de David Corenswet". En We Own This City (2022), una serie limitada de HBO basada en hechos reales de los escritores y productores ejecutivos de The Wire, David Simon y George Pelecanos, Corenswet coprotagonizó al veterano investigador policial David McDougall, cuyo trabajo en 2016 ayudó a descubrir años de corrupción en el Grupo de Trabajo de Rastreo de Armas del departamento de policía de Baltimore. También en 2022, Corenswet coprotagonizó a Jake en Look Both Ways, una película de comedia dramática romántica original de Netflix. Luego, en Pearl, un largometraje de 2022 estrenado en cines por A24 y dirigido por Ti West, Corenswet coprotagonizó a The Projectionist.  En 2024, junto con Lucy Boynton, Justin H. Min y Austin Crute, Corenswet coprotagoniza The Greatest Hits, una película para Searchlight Pictures escrita, dirigida y producida por Ned Benson.  Descrita como un "romance musical de viaje en el tiempo", la película se estrenó en el Festival de Cine y Televisión SXSW de 2024 en Austin, Texas. También en 2024, Corenswet interpreta a Scott, un miembro de un equipo de domadores de tornados, en Twisters, un largometraje de Universal Pictures y Warner Bros. Pictures. Corenswet se une a Natalie Portman, Moses Ingram, Mikey Madison y Dylan Arnold en la serie de Apple TV+ Lady in the Lake (2024), dirigida por Alma Har'el. 
El 27 de junio de 2023, Corenswet fue elegido como Clark Kent / Superman para la película de DC Studios titulada Superman (2025) del director James Gunn. La primera película de acción real en el Universo DC (DCU). En mayo de 2024 se publicó una fotografía del actor con el traje de Superman. En el universo cinematográfico trabajará junto con los actores Rachel Brosnahan, Nicholas Hoult, Edi Gathegi, Nathan Fillion, Anthony Carrigan, María Gabriela de Faría, Sara Sampaio y Skyler Gisondo, entre otros.

## Filmografía

### Largometrajes
| Año  | Título            | Título                                           | Personaje                      | Ref    |
| Año  | Título original   | Título en español                                | Personaje                      | Ref    |
| ---- | ----------------- | ------------------------------------------------ | ------------------------------ | ------ |
| 2018 | Affairs of State  | ES: Affairs of State HI: Affairs of State        | Michael Lawrence               | [ 25 ] |
| 2019 | Project Pay Day   | ES: Project Pay Day HI: Project Pay Day          | Guardaespaldas                 | [ 26 ] |
| 2022 | Look Both Ways    | ES: Mis dos vidas HI: Mis dos vidas              | Jake                           | [ 27 ] |
| 2022 | Pearl             | ES: Pearl HI: Pearl                              | El proyeccionista              | [ 28 ] |
| 2024 | The Greatest Hits | ES: The Greatest Hits HI: Enredados en el tiempo | Max                            | [ 29 ] |
| 2024 | Twisters          | ES: Twisters HI: Tornados                        | Scott                          | [ 30 ] |
| 2025 | Superman          | ES: Superman HI: Superman                        | Kal-El / Clark Kent / Superman | [ 31 ] |
| 2025 | Superman          | ES: Superman HI: Superman                        | Ultraman / Martillo de Boravia | [ 32 ] |
| TBA  | Mr. Irrelevant    | ES: HI:                                          | John Tuggle                    | [ 33 ] |

### Cortometrajes
| Año  | Título original   | Personaje |
| ---- | ----------------- | --------- |
| 2011 | Following Chase   | Ted       |
| 2013 | Michael and Clyde | Clyde     |

### Series
| Año       | Título original    | Personaje        | Notas                  |
| --------- | ------------------ | ---------------- | ---------------------- |
| 2014–2016 | Moe & Jerryweather | Jerryweather     | Serie                  |
| 2015      | One Bad Choice     | Reggie Shaw      | Serie; 1 episodio      |
| 2017      | Elementary         | Houston Spivey   | Serie; 1 episodio      |
| 2017      | The Tap            | Kirk Lewis       | Serie; Piloto          |
| 2017      | Controversy        | Brian Meadows    | Serie; Piloto          |
| 2018      | Instinct           | Spencer Baymoore | Serie; 1 episodio      |
| 2018      | House of Cards     | Reed             | Serie; 1 episodio      |
| 2019–2020 | The Politician     | River Barkley    | Serie; Papel regular   |
| 2020      | Hollywood          | Jack Castello    | Serie; Papel regular   |
| 2022      | We Own This City   | David McDougall  | Miniserie              |
| 2024      | Lady in the Lake   | Allan Durst      | Miniserie; 4 episodios |
| TBA       | The Answers        | Christopher Skye | Serie; 1 episodio      |

### Videojuegos
| Año  | Título original | Rol      | Ref    |
| ---- | --------------- | -------- | ------ |
| 2025 | Fornite         | Superman | [ 34 ] |

### Podcast
| Programa                        | Año  | Episodio   | Duración  | Ref    |
| ------------------------------- | ---- | ---------- | --------- | ------ |
| Manly Things (sort of) Podcast  | 2024 | 29/09/2024 | 1h 04 min | [ 35 ] |
| Royal Court con Brittany Broski | 2025 | 14/07/2025 | 25 min    | [ 36 ] |

### Teatro
| Año  | Título                          | Papel                                           | Lugar                                                         | Ref.   |
| ---- | ------------------------------- | ----------------------------------------------- | ------------------------------------------------------------- | ------ |
| 2002 | All My Sons                     | Bert                                            | Teatro Arden, Filadelfia                                      | [ 16 ] |
| 2003 | Macbeth                         | Joven Macduff                                   | Festival de Shakespeare de Filadelfia                         | [ 37 ] |
| 2003 | La Vie En Bleu                  | Pablito                                         | Walnut Street Theatre                                         | [ 38 ] |
| 2004 | The Forgiving Harvest           | Great                                           | People's Light and Theatre Company, Malvern                   | [ 39 ] |
| 2005 | The Street of Useful Things     |                                                 | Act II Playhouse, Ambler                                      | [ 40 ] |
| 2008 | Our Town                        | Joe Crowell / Si Crowell / Habitante del pueblo | Teatro Arden, Filadelfia                                      | [ 41 ] |
| 2008 | Waiting for the Ship from Delos | Lyntos                                          | American Philosophical Society Franklin Hall, Filadelfia      |        |
| 2013 | Hapgood                         | Merryweather                                    | Festival de Teatro de Williamstown, Nikos Stage, Williamstown | [ 42 ] |